# Geoff Hoon
Pour les articles homonymes, voir Hoon.
Geoffrey William Hoon (né le 6 décembre 1953 à Derby) est un homme politique britannique. Chief Whip (président du groupe parlementaire) depuis le 28 juin 2007, il est Secrétaire d'État aux Transports jusqu'en juin 2009.

## Fonctions
- Secrétaire d'État à la Défense de 1999 à 2005.
- Secrétaire d'État aux Affaires européennes du 5 avril 2006 au 27 juin 2007.